# Novotel-Ligue (2021/2022)
Novotel-Ligue 2021/2022 – 64. sezon mistrzostw Luksemburga zorganizowany przez Luksemburski Związek Piłki Siatkowej (Fédération Luxembourgeoise de Volleyball, FLVB). Zainaugurowany został 2 października 2021 roku i trwał do 30 kwietnia 2021 roku. 
W Novotel-Ligue uczestniczyło osiem drużyn. Rozgrywki składały się z fazy zasadniczej, fazy play-off oraz fazy play-down. W fazie zasadniczej zespoły rozegrały między sobą po dwa spotkania. W fazie play-off uczestniczyły cztery najlepsze drużyny fazy zasadniczej. Składała się z półfinałów, meczu o 3. miejsce i finałów. W fazie-play down rywalizacja toczyła się o miejsca 5-8.
Po raz szesnasty mistrzem Luksemburga został VC Stroossen, który w finałach fazy play-off pokonał Volley Bartreng. Trzecie miejsce zajął VC Fentange.
W sezonie 2021/2022 Luksemburg w Pucharze Challenge reprezentował VC Lorentzweiler.

## System rozgrywek
Novotel-Ligue w sezonie 2021/2022 składała się z fazy zasadniczej, fazy play-off oraz fazy play-down.

### Faza zasadnicza
W fazie zasadniczej uczestniczyło 8 drużyn. Rozegrały one między sobą po dwa spotkania systemem kołowym (mecz u siebie i rewanż na wyjeździe). Cztery najlepsze drużyny awansowały do fazy play-off, pozostałe trafiły do fazy play-down.

### Faza play-off
Faza play-off składała się z półfinałów, meczu o 3. miejsce i finałów.
Pary półfinałowe utworzone zostały na podstawie miejsc z fazy zasadniczej według klucza: 1-4, 2-3. Rywalizacja toczyła się do dwóch zwycięstw ze zmianą gospodarza po każdym spotkaniu. Gospodarzem pierwszego meczu była drużyna, która w fazie zasadniczej zajęła wyższe miejsce.
Przegrani w parach półfinałowych rozegrali jedno spotkanie o 3. miejsce. Jego gospodarzem była drużyna, która w fazie zasadniczej zajęła wyższe miejsce.
W finałach rywalizacja toczyła się do dwóch zwycięstw na zasadach analogicznych jak w półfinałach.

### Faza play-down
W fazie play-down drużyny rywalizowały o miejsca 5-8. Rozegrały one między sobą po dwa spotkania systemem kołowym (mecz u siebie i rewanż na wyjeździe). Do tabeli wliczone zostały wszystkie mecze rozegrane w fazie zasadniczej. Zespół, który zajął ostatnie miejsce w tabeli, trafił do baraży, gdzie rywalizował z najlepszą drużyną z Division 1.

## Drużyny uczestniczące
| | Novotel-Ligue 2021/2022 |   |    |
| --- | ----------------------- | - | -- |
| STR | VC Stroossen            | 1 |    |
| LOR | VC Lorentzweiler        | 2 | Ch |
| ESC | Escher VBC              | 3 |    |
| FEN | VC Fentange             | 4 |    |
| DIE | CHEV Diekirch           | 5 |    |
| BRT | Volley Bartreng         | 6 |    |
| BEL | VC Belair               | 7 |    |
| ETR | VB Echternach           | 8 |    |
| Oznaczenia: - kolumna pierwsza – skróty nazw drużyn wpisane na mapie (jeśli ta została zamieszczona), - kolumna trzecia – miejsce zajęte przez daną drużynę w poprzednim sezonie. |                         |   |    |

## Faza zasadnicza

### Tabela wyników
| Gospodarz \ Gość1 | STR | LOR | ESC | FEN | DIE | BRT | BEL | ETR |
| ----------------- | --- | --- | --- | --- | --- | --- | --- | --- |
| VC Stroossen      | -   | 3:0 | 3:0 | 3:0 | 3:0 | 3:0 | 3:1 | 3:0 |
| VC Lorentzweiler  | 1:3 | -   | 3:1 | 3:1 | 0:3 | 1:3 | 3:0 | 3:0 |
| Escher VBC        | 0:3 | 0:3 | -   | 0:3 | 1:3 | 1:3 | 2:3 | 3:0 |
| VC Fentange       | 1:3 | 3:1 | 1:3 | -   | 3:2 | 3:1 | 3:0 | 3:0 |
| CHEV Diekirch     | 0:3 | 3:2 | 3:0 | 3:1 | -   | 0:3 | 3:0 | 3:0 |
| Volley Bartreng   | 0:3 | 3:1 | 3:0 | 2:3 | 3:0 | -   | 3:0 | 3:0 |
| VC Belair         | 0:3 | 0:3 | 3:2 | 1:3 | 0:3 | 1:3 | -   | 3:0 |
| VB Echternach     | 1:3 | 0:3 | 1:3 | 0:3 | 1:3 | 1:3 | 1:3 | -   |

Źródło: FLVB (fr.)
1 Drużyna gospodarzy jest wymieniona po lewej stronie tabeli.
Kolory:
  zwycięstwo gospodarzy 3:0 lub 3:1
  zwycięstwo gospodarzy 3:2
  zwycięstwo gości 3:0 lub 3:1
  zwycięstwo gości 3:2

### Tabela
| Lp. | Drużyna          | Pkt | Mecze | Mecze | Mecze | Rodzaj wyniku | Rodzaj wyniku | Rodzaj wyniku | Rodzaj wyniku | Rodzaj wyniku | Rodzaj wyniku | Sety | Sety | Sety  | Małe punkty | Małe punkty | Małe punkty |
| Lp. | Drużyna          | Pkt | M     | W     | P     | 3:0           | 3:1           | 3:2           | 2:3           | 1:3           | 0:3           | wyg. | prz. | stos. | zdob.       | str.        | stos.       |
| --- | ---------------- | --- | ----- | ----- | ----- | ------------- | ------------- | ------------- | ------------- | ------------- | ------------- | ---- | ---- | ----- | ----------- | ----------- | ----------- |
| 1   | VC Stroossen     | 42  | 14    | 14    | 0     | 10            | 4             | 0             | 0             | 0             | 0             | 42   | 4    | 10.5  | 1157        | 853         | 1.36        |
| 2   | Volley Bartreng  | 31  | 14    | 10    | 4     | 5             | 5             | 0             | 1             | 1             | 2             | 33   | 17   | 1.94  | 1173        | 1089        | 1.08        |
| 3   | CHEV Diekirch    | 27  | 14    | 9     | 5     | 5             | 3             | 1             | 1             | 0             | 4             | 29   | 20   | 1.45  | 1102        | 1005        | 1.1         |
| 4   | VC Fentange      | 25  | 14    | 9     | 5     | 4             | 3             | 2             | 0             | 4             | 1             | 31   | 22   | 1.41  | 1218        | 1115        | 1.09        |
| 5   | VC Lorentzweiler | 22  | 14    | 7     | 7     | 5             | 2             | 0             | 1             | 4             | 2             | 27   | 23   | 1.17  | 1156        | 1083        | 1.07        |
| 6   | Escher VBC       | 11  | 14    | 3     | 11    | 1             | 2             | 0             | 2             | 3             | 6             | 16   | 35   | 0.46  | 1037        | 1169        | 0.89        |
| 7   | VC Belair        | 10  | 14    | 4     | 10    | 1             | 1             | 2             | 0             | 3             | 7             | 15   | 35   | 0.43  | 938         | 1129        | 0.83        |
| 8   | VB Echternach    | 0   | 14    | 0     | 14    | 0             | 0             | 0             | 0             | 5             | 9             | 5    | 42   | 0.12  | 834         | 1172        | 0.71        |

Źródło: FLVB (fr.)
Punktacja: 3:0 i 3:1 – 3 pkt; 3:2 – 2 pkt; 2:3 – 1 pkt; 1:3 i 0:3 – 0 pkt
Zasady ustalania kolejności: 1. liczba punktów; 2. liczba zwycięstw; 3. stosunek setów; 4. stosunek małych punktów; 5. bilans w bezpośrednich meczach
     Faza play-off
     Faza play-down

## Faza play-off

### Drabinka
|  |           |                 |               |                 |                   |   |   |              |        |        |        |        |
|  | Półfinały | Półfinały       | Półfinały     | Półfinały       | Półfinały         |   |   | Finały       | Finały | Finały | Finały | Finały |
|  | Półfinały | Półfinały       | Półfinały     | Półfinały       | Półfinały         |   |   | Finały       | Finały | Finały | Finały | Finały |
|  |           |                 |               |                 |                   |   |   |              |        |        |        |        |
|  |           |                 |               |                 |                   |   |   |              |        |        |        |        |
|  | 1         | VC Stroossen    | 3             | 3               |                   |   |   |              |        |        |        |        |
|  | 1         | VC Stroossen    | 3             | 3               |                   |   |   |              |        |        |        |        |
|  | 4         | VC Fentange     | 0             | 1               |                   |   |   |              |        |        |        |        |
|  | 4         | VC Fentange     | 0             | 1               |                   |   | 1 | VC Stroossen | 3      | 3      |        |        |
|  |           |                 |               |                 |                   |   | 1 | VC Stroossen | 3      | 3      |        |        |
|  |           |                 | 2             | Volley Bartreng | 0                 | 0 |   |              |        |        |        |        |
|  | 2         | Volley Bartreng | 2             | Volley Bartreng | 0                 | 0 | 3 | 3            |        |        |        |        |
|  | 2         | Volley Bartreng |               |                 |                   |   |   |              |        |        |        |        |
|  | 3         | CHEV Diekirch   | 2             | 0               |                   |   |   |              |        |        |        |        |
|  | 3         | CHEV Diekirch   | 2             | 0               | Mecz o 3. miejsce |   |   |              |        |        |        |        |
|  |           |                 |               |                 |                   |   |   |              |        |        |        |        |
|  |           |                 |               |                 |                   |   |   |              |        |        |        |        |
|  |           |                 |               |                 |                   |   |   |              |        |        |        |        |
|  | 3         | CHEV Diekirch   | CHEV Diekirch | CHEV Diekirch   | 1                 |   |   |              |        |        |        |        |
|  | 3         | CHEV Diekirch   | CHEV Diekirch | CHEV Diekirch   | 1                 |   |   |              |        |        |        |        |
|  | 4         | VC Fentange     | VC Fentange   | VC Fentange     | 3                 |   |   |              |        |        |        |        |
|  | 4         | VC Fentange     | VC Fentange   | VC Fentange     | 3                 |   |   |              |        |        |        |        |

### Półfinały
(do dwóch zwycięstw)
| Data                | Godz.               | Gospodarz           | Rezultat                                | Gość              |
| ------------------- | ------------------- | ------------------- | --------------------------------------- | ----------------- |
| VC Stroossen (1)    | VC Stroossen (1)    | VC Stroossen (1)    | 2 – 0                                   | (4) VC Fentange   |
| 05.03.2022          | 20:00               | VC Stroossen        | 3:0 (25:19, 25:16, 25:18)               | VC Fentange       |
| 12.03.2022          | 19:30               | VC Fentange         | 1:3 (21:25, 25:21, 25:27, 21:25)        | VC Stroossen      |
| Volley Bartreng (2) | Volley Bartreng (2) | Volley Bartreng (2) | 2 – 0                                   | (3) CHEV Diekirch |
| 06.03.2022          | 18:00               | Volley Bartreng     | 3:2 (25:21, 13:25, 25:23, 22:25, 15:11) | CHEV Diekirch     |
| 13.03.2022          | 18:30               | CHEV Diekirch       | 0:3 (24:26, 23:25, 20:25)               | Volley Bartreng   |

### Mecz o 3. miejsce
(jeden mecz)
| Data       | Godz. | Gospodarz     | Rezultat                         | Gość        |
| ---------- | ----- | ------------- | -------------------------------- | ----------- |
| 01.04.2022 | 20:30 | CHEV Diekirch | 1:3 (20:25, 25:18, 11:25, 19:25) | VC Fentange |

### Finały
(do dwóch zwycięstw)
| Data             | Godz.            | Gospodarz        | Rezultat                  | Gość                |
| ---------------- | ---------------- | ---------------- | ------------------------- | ------------------- |
| VC Stroossen (1) | VC Stroossen (1) | VC Stroossen (1) | 2 – 0                     | (2) Volley Bartreng |
| 16.04.2022       | 20:00            | VC Stroossen     | 3:0 (25:17, 25:18, 25:17) | Volley Bartreng     |
| 23.04.2022       | 17:30            | Volley Bartreng  | 0:3 (19:25, 17:25, 19:25) | VC Stroossen        |

## Faza play-down

### Tabela wyników
| Gospodarz \ Gość1 | LOR | ESC | BEL | ETR |
| ----------------- | --- | --- | --- | --- |
| VC Lorentzweiler  | -   | 3:0 | 0:3 | 3:0 |
| Escher VBC        | 3:2 | -   | 3:2 | 3:1 |
| VC Belair         | 2:3 | 2:3 | -   | 3:0 |
| VB Echternach     | 3:2 | 0:3 | 1:3 | -   |

Źródło: FLVB (fr.)
1 Drużyna gospodarzy jest wymieniona po lewej stronie tabeli.
Kolory:
  zwycięstwo gospodarzy 3:0 lub 3:1
  zwycięstwo gospodarzy 3:2
  zwycięstwo gości 3:0 lub 3:1
  zwycięstwo gości 3:2

### Terminarz i wyniki spotkań
| Data       | Godz. | Gospodarz        | Rezultat                                | Gość             |
| ---------- | ----- | ---------------- | --------------------------------------- | ---------------- |
| 1. KOLEJKA |       |                  |                                         |                  |
| 05.03.2022 | 19:00 | VC Belair        | 2:3 (35:33, 25:20, 28:30, 14:25, 9:15)  | VC Lorentzweiler |
| 05.03.2022 | 20:30 | VB Echternach    | 0:3 (17:25, 19:25, 23:25)               | Escher VBC       |
| 2. KOLEJKA |       |                  |                                         |                  |
| 09.03.2022 | 20:30 | VC Lorentzweiler | 3:0 (27:25, 25:11, 25:17)               | VB Echternach    |
| 12.03.2022 | 20:30 | Escher VBC       | 3:2 (29:31, 26:24, 25:20, 15:25, 15:13) | VC Belair        |
| 3. KOLEJKA |       |                  |                                         |                  |
| 19.03.2022 | 19:30 | VC Lorentzweiler | 3:0 (25:15, 25:11, 25:16)               | Escher VBC       |
| 19.03.2022 | 19:00 | VC Belair        | 3:0 (25:14, 25:16, 25:20)               | VB Echternach    |
| 4. KOLEJKA |       |                  |                                         |                  |
| 16.04.2022 | 18:00 | VB Echternach    | 3:2 (15:25, 25:21, 25:21, 22:25, 15:13) | VC Lorentzweiler |
| 16.04.2022 | 16:00 | VC Belair        | 2:3 (25:21, 25:23, 19:25, 30:32, 12:15) | Escher VBC       |
| 5. KOLEJKA |       |                  |                                         |                  |
| 23.04.2022 | 16:00 | VC Lorentzweiler | 0:3 (0:25, 0:25, 0:25)                  | VC Belair        |
| 23.04.2022 | 17:30 | Escher VBC       | 3:1 (23:25, 25:23, 25:23, 25:14)        | VB Echternach    |
| 6. KOLEJKA |       |                  |                                         |                  |
| 29.04.2022 | 20:00 | Escher VBC       | 3:2 (16:25, 25:13, 21:25, 25:14, 15:7)  | VC Lorentzweiler |
| 30.04.2022 | 17:30 | VB Echternach    | 1:3 (23:25, 27:25, 15:25, 17:25)        | VC Belair        |

### Tabela
| Lp. | Drużyna          | Pkt | Mecze | Mecze | Mecze | Rodzaj wyniku | Rodzaj wyniku | Rodzaj wyniku | Rodzaj wyniku | Rodzaj wyniku | Rodzaj wyniku | Sety | Sety | Sety  | Małe punkty | Małe punkty | Małe punkty |
| Lp. | Drużyna          | Pkt | M     | W     | P     | 3:0           | 3:1           | 3:2           | 2:3           | 1:3           | 0:3           | wyg. | prz. | stos. | zdob.       | str.        | stos.       |
| --- | ---------------- | --- | ----- | ----- | ----- | ------------- | ------------- | ------------- | ------------- | ------------- | ------------- | ---- | ---- | ----- | ----------- | ----------- | ----------- |
| 1   | VC Lorentzweiler | 32  | 20    | 10    | 10    | 7             | 2             | 1             | 3             | 4             | 3             | 40   | 34   | 1.18  | 1620        | 1568        | 1.03        |
| 2   | Escher VBC       | 23  | 20    | 8     | 12    | 2             | 3             | 3             | 2             | 3             | 7             | 31   | 45   | 0.69  | 1580        | 1696        | 0.93        |
| 3   | VC Belair        | 22  | 20    | 7     | 13    | 3             | 2             | 2             | 3             | 3             | 7             | 30   | 45   | 0.67  | 1523        | 1610        | 0.95        |
| 4   | VB Echternach    | 2   | 20    | 1     | 19    | 0             | 0             | 1             | 0             | 7             | 12            | 10   | 59   | 0.17  | 1265        | 1702        | 0.74        |

Źródło: FLVB (fr.)
Punktacja: 3:0 i 3:1 – 3 pkt; 3:2 – 2 pkt; 2:3 – 1 pkt; 1:3 i 0:3 – 0 pkt
Zasady ustalania kolejności: 1. liczba punktów; 2. liczba zwycięstw; 3. stosunek setów; 4. stosunek małych punktów; 5. bilans w bezpośrednich meczach
     Baraże

## Klasyfikacja końcowa
| Lp. | Drużyna          |
| --- | ---------------- |
| 1.  | VC Stroossen     |
| 2.  | Volley Bartreng  |
| 3.  | VC Fentange      |
| 4.  | CHEV Diekirch    |
| 5.  | VC Lorentzweiler |
| 6.  | Escher VBC       |
| 7.  | VC Belair        |
| 8.  | VB Echternach    |

     Eliminacje Ligi Mistrzów 2022/2023
     Puchar Challenge 2022/2023
     Baraże

## Baraże
| Data       | Godz. | Gospodarz        | Rezultat                  | Gość          |
| ---------- | ----- | ---------------- | ------------------------- | ------------- |
| 08.05.2022 | 18:30 | VB Amber-Lënster | 0:3 (20:25, 22:25, 16:25) | VB Echternach |